# 圣日耳曼昂蒙塔涅
圣日耳曼昂蒙塔涅（法語：Saint-Germain-en-Montagne，法語發音：[sɛ̃ ʒɛʁmɛ̃ ɑ̃ mɔ̃taɲ]，意为“山上的圣日耳曼”）是法国汝拉省的一个市镇，位于该省东部，属于隆斯勒索涅区。

## 地理
圣日耳曼昂蒙塔涅（46°46'38"N, 5°56'23"E）面积5.35 平方千米，位于法国勃艮第-弗朗什-孔泰大區汝拉省，该省份为法国东部内陆省份，北起上索恩省，西北接科多尔省，西临索恩-卢瓦尔省，南至安省，东与杜省和瑞士接壤。
与圣日耳曼昂蒙塔涅接壤的市镇（或旧市镇、城区）包括：埃克维永、穆图、莱南、勒帕斯基耶、瓦诺。
圣日耳曼昂蒙塔涅的时区为UTC+01:00、UTC+02:00（夏令时）。

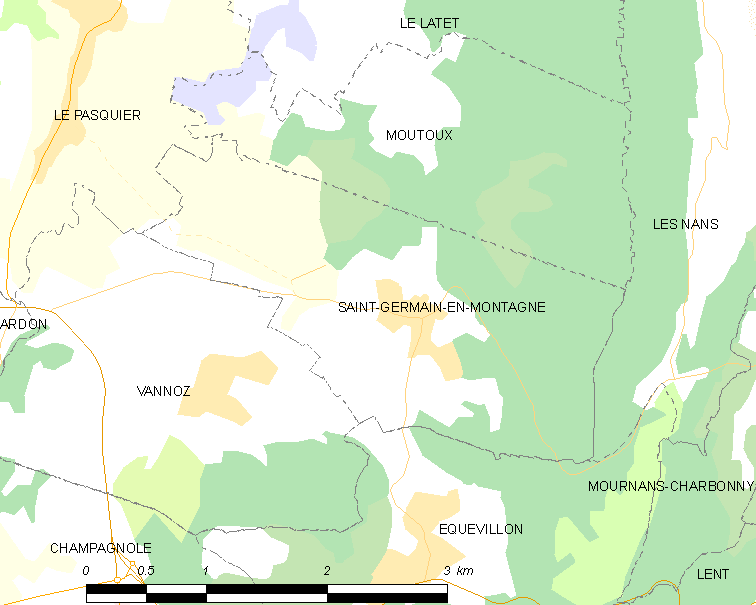
圣日耳曼昂蒙塔涅的OSM定位图

## 行政
圣日耳曼昂蒙塔涅的邮政编码为39300，INSEE市镇编码为39481。

## 政治
圣日耳曼昂蒙塔涅所属的省级选区为尚帕尼奥勒县。

## 人口

1962-2008年间圣日耳曼昂蒙塔涅人口变化图示

圣日耳曼昂蒙塔涅于2022年1月1日时的人口数量为388人。